# Madonna Bridgewater
La Madonna Bridgewater è un dipinto a olio su tavola trasportato su tela (81x56 cm) di Raffaello Sanzio, databile al 1507 circa e conservato nella National Gallery of Scotland di Edimburgo.

## Storia
La tela, attribuita al periodo fiorentino maturo dell'artista, fece parte delle collezioni Seiguelay, d'Orléans e, dal 1792 al 1945 Ellesmere di Londra, entrando nel museo dal lascito Bridgewater.
Esistono alcuni disegni riferibili all'opera, all'Albertina di Vienna e al British Museum di Londra, il cui si rileva un vivacissimo groviglio di tratti con effetti di avvolgimento chiaroscurale derivati dall'esempio di Leonardo.

## Descrizione e stile
Su uno sfondo scuro, in cui si intravedono appena alcuni elementi di una stanza (una nicchia con sportello aperto, una panca), Maria tiene in braccio il Bambino che si divincola verso sinistra. Le due figure, di eccezionale bilancimanto armonico, sono caratterizzate da un moto opposto e divergente, con una concatenazione di gesti (le braccia del Bambino che prendono il velo della madre, le mani di Maria che sfiorano il corpo del figlio) che genera un movimento serpentino.
Evidente è la memoria del Tondo Taddei di Michelangelo Buonarroti. I colori, che sono intensi e brillanti, evocano con efficacia il volume delle figure affioranti dall'ombra.
Radiografie hanno verificato come nel primo progetto la Madonna fosse sullo sfondo di un paesaggio, come tipico delle altre Madonne dell'epoca, ma presto venne modificato dallo stesso autore, probabilmente per aumentare il contrasto tra luci ed ombre e quindi la resa volumetrica e monumentale.